# You and I (film)
You and I (Russisch: Ты и я) is een in 2008 geproduceerde film van Roland Joffé, gebaseerd op t.A.T.u. Come Back door Aleksey Mitrofanov and Anastasiya Moiseeva. De film ging op 25 januari 2011 in première in Moskou en is sinds 3 februari 2011 te zien in de Russische zalen.
Twee tienermeisjes, de Amerikaanse Janie (VanSanten) en Russische Lana (Barton), worden na een t.A.T.u.-concert verliefd op elkaar en raken verzeild in een wereld van obsessief gevaar.

## Rolverdeling
| Acteur              | Personage      |
| ------------------- | -------------- |
| Mischa Barton       | Lana Starkova  |
| Shantel VanSanten   | Janie Sawyer   |
| Anton Yelchin       | Edvard Nikitin |
| Charlie Creed-Miles | Ian            |
| Helena Mattsson     | Kira           |
| Alexander Kaluzhsky | Dima           |
| Bronson Pinchot     | Torrino        |
| Lena Katina         | zichzelf       |
| Julia Volkova       | zichzelf       |